# 九州国際観光バス
九州国際観光バス（きゅうしゅうこくさいかんこうバス）は、かつて熊本県熊本市に本社を置いていた観光バス専業事業者である。九州産業交通の子会社であった。

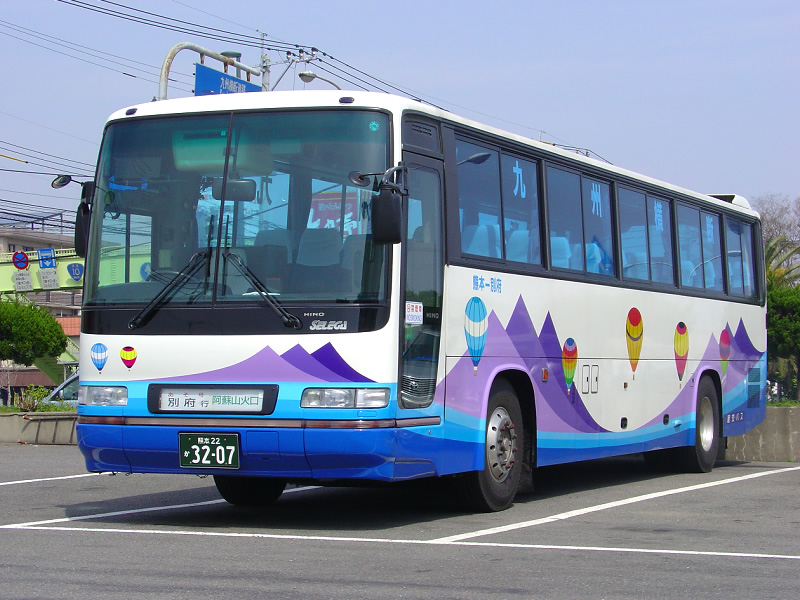
九州国際観光バス
写真の車両は九州産交バスに移管後のもので、現在は廃車済み

## 概要・歴史
- 1964年10月に九州産業交通の出資により同社の子会社として大阿蘇観光バスに次ぐ第2の観光バス専業事業者として発足。観光バス専業事業者と言っても、一般貸切バスの業務はおこなわず、むしろ県外（大分・長崎）を結ぶ定期観光路線を専業として運営していた。1964年6月、別府阿蘇道路（やまなみハイウェイ）が開通すると有望な観光路線として、沿線のバス事業者はもとより本州のバス事業者や国鉄バスも参入を希望していたが、最終的には九州産業交通がまとめ役となり沿線バス事業者も出資する会社となり、国鉄バスの参入希望も退けた[1]
- 発足時から1980年代においては路線数も多く、熊本を基点に長崎・大分両県にまたがる路線も幾つかあり、熊本以西では天草や雲仙などをコースに含んでいた。1991年3月当時の時刻表によれば、別府 - 熊本、熊本 - 長崎といった区間便が主体だが、一日で別府・大分 - 阿蘇・熊本 - 島原・長崎といったまさに九州横断バスの名の如く3つの県を同時に回れる全国でも珍しい最も長い距離を堪能できる便や、別府から阿蘇を観光して別府に戻る便もあった。このため、熊本市を本社とし、長崎・大分にも営業所を置いていた。因みに熊本～長崎間はフェリーを利用する。
- なお、定期観光バスではあるが、実質的には上記の区間を結ぶ路線バスとしても機能していたため、途中での乗降も認められていた（同一県内間のみの利用も可）。また、上記の性格上により定期観光バスではありながらバスガイドは添乗しておらず、全てテープ案内によるものであった。ただし、JTBなどが発行する全国の時刻表においては、路線バスいわく特急バスの欄には記載されておらず、定期観光バスの項目において扱われていたため、やはり建前上は定期観光バスと言っても良いであろう。
- 1990年代中盤になるとバブル崩壊の影響で利用客も減少し、コースも縮小された。1999年に九州産業交通の経営不振による債務超過が発覚し、これによって採算の取れない子会社を閉鎖すると発表。当社もその対象になり、同年12月末を以って県外の各営業所を閉鎖し、会社清算を行った上で解散。設立から35年の歴史に幕が下ろされた。尚、当社が運行していた各コースは九州産交本体（現在の九州産交バス）に継承され車両も移管した上で現在も運行されているが、のちに運行ルートの短縮（熊本 - 長崎間の廃止）ならびに経路変更（黒川温泉への乗り入れ開始）を経て、さらに2011年4月のダイヤ改正により運行ルートが当時に比べ大きく変化している。

## 備考
- 以前においては九州商船三角～島原間を結ぶフェリーを利用し、九州横断道路全ルートを通るコースとしていた。因みに熊本から三角までの区間には「五橋入口」にもバス停が設けられていた。1993年に熊本港開港により、以降は熊本～島原間フェリーに乗船することになりこれに伴って運行経路を変更し三角・天草方面を経由しなくなる。1998年からは九州産交グループの熊本フェリーが同航路を結ぶ高速フェリー「オーシャンアロー」新設により当社も同グループの一員である関係から後者が使われることになったため、これまでに3度の変更がおこなわれたことになる。